# Allium cisferganense
Allium cisferganense — вид трав'янистих рослин родини амарилісові (Amaryllidaceae), ендемік Киргизстану.

## Опис
Цибулин кілька, скупчені на короткому кореневищі, витягнуті, ≈ 2 см в діаметрі й 4–5 см завдовжки, з паперовими буро-фіолетовими оболонками. Стеблина циліндрична, завдовжки 50–70 см, діаметром 4–6 мм, гладка, зелена, нижня половина вкрита листовими піхвами. Листків ≈ 7, лінійні з тупим кінчиком, плоскі, злегка жолобчасті, завдовжки 15–25 см, шириною 4–6 мм. Суцвіття кулясте, дуже щільне, багатоквіткове, з одночасно відкритими лише кількома квітками й, отже, дуже тривалим цвітінням. Квітки дрібні, чашоподібні; листочки оцвітини прямостійні, дуже непомітно зеленувато-червонуваті, є досить широка серединна жилка зелена з коричневим рум'янцем, після цвітіння притиснуті до коробочки й більш червонуваті; зовнішні листочки яйцеподібні, увігнуті, завдовжки 2.5–3 мм, шириною 1.8–2 мм, внутрішні — довші, менш увігнуті, еліптичні, довжиною 4–4.5 мм, шириною ≈ 2 мм. Пиляки ≈ 1.8 мм завдовжки, жовті, з фіолетовим рум'янцем. Пилок жовтуватий. Коробочка сфероїдальна, діаметром 3–4 мм.

## Поширення
Ендемік Киргизстану.